# Liste der kyrkliga Kulturminnen in Blekinge
Diese Liste der kyrkliga Kulturminnen in Blekinge län zeigt eine Übersicht zu den Listen der „kirchlichen Kulturdenkmale“ (schwedisch kyrkliga Kulturminnen) in der südschwedischen Provinz Blekinge län mit ihren 5 Gemeinden. Die Aufteilung in 5 Teillisten basiert auf der Standort-Zuordnung zu den jeweiligen Gemeinden und der Einteilung des Zentralamt für Denkmalpflege Riksantikvarieämbetet (RAÄ). Es werden die kirchlichen Kulturdenkmale aufgeführt, die auf dem nationalen Denkmalregister (schwedisch Bebyggelseregistret - BeBR) gelistet sind, welches weitere Informationen zu den registrierten Kirchendenkmälern enthält.

## Begriffserklärung

Lage der Provinz Blekinge län

Kyrkliga kulturminnen (schwedisch für kirchliche Kulturdenkmale) sind in Schweden Bauwerke mit einer direkten Beziehung als religiöse Stätte oder einer religiösen Praxis. Im Gesetz über die kulturelle Umwelt ist festgelegt, dass der kulturelle und historische Wert, das Aussehen und der Charakter von Kirchengebäuden und -geländen erhalten bleiben müssen, insbesondere wenn sie vor 1940 gebaut oder angelegt wurden. Als kyrkliga Kulturminnen zählen u. a. Kirchengebäude und benachbarte Friedhöfe, Kirchhöfe und andere religiöse Stätten, welche dauerhaft oder vollständig in religiöse Praxis einbezogen sind; dabei können Teile dieser Denkmale auch als Einzeldenkmal unter Byggnadsminnen (schwedisch für Baudenkmale) oder ehemalige und verlassene Teile unter Fornminnen (schwedisch für alte/antike Denkmale oder archäologische Funde) registriert sein.

## Übersicht kyrkliga Kulturminnen Blekinge län
Es werden die jeweiligen Teillisten der Gemeinden mit der Anzahl der enthaltenen „kirchlichen Kulturdenkmale“ aufgeführt.
| SCB       | Gemeinde   | Wappen    | Lage      | Teillisten                                     | Anzahl | Bilder |
| --------- | ---------- | --------- | --------- | ---------------------------------------------- | ------ | ------ |
| 1060      | Olofström  |           |           | kyrkliga Kulturminnen in Olofström (Gemeinde)  | 3      |        |
| 1080      | Karlskrona |           |           | kyrkliga Kulturminnen in Karlskrona (Gemeinde) | 21     |        |
| 1081      | Ronneby    |           |           | kyrkliga Kulturminnen in Ronneby (Gemeinde)    | 13     |        |
| 1082      | Karlshamn  |           |           | kyrkliga Kulturminnen in Karlshamn (Gemeinde)  | 8      |        |
| 1083      | Sölvesborg |           |           | kyrkliga Kulturminnen in Sölvesborg (Gemeinde) | 4      |        |
| zusammen: | zusammen:  | zusammen: | zusammen: | 5                                              | 49     |        |